# Вторая англо-майсурская война
Вторая англо-майсурская война — война на индийском субконтиненте между княжеством Майсур и Британской Ост-Индской компанией. Майсур был ключевым союзником французов в Индии, из-за франко-британского конфликта в американской войне за независимость вновь начались боевые действия и на индийском фронте. Операции Британской Ост-Индской компании были поддержаны войсками Великобритании, а также войсками, присланными из Ганновера с подачи короля Георга III.
После захвата британцами французского порта Маэ правитель Майсура, Хайдер Али, вступил в войну на стороне Франции в 1780 году. Поначалу его действия сопровождались значительным успехом, но в ходе войны британцы сумели отвоевать потерянные территории. Франция и Великобритания направили свои войска и военно-морские силы из Европы для оказании помощи в военных действиях, которые распространились на ещё большую территорию в 1780 году, когда Великобритания объявила войну Голландской республике. В 1783 году весть о предварительном мирном соглашении между Францией и Британией достигла Индии, в результате чего французы вышли из войны. Британцы разрешили конфликт с Майсуром, подписав в 1784 году Мангалорское соглашение.

## Предыстория
Хайдер Али считал, что британцы предали его во время войны против маратхи и поэтому решил заключить союз с французами, чтобы отомстить британцам. Французы объявили войну против Великобритании в 1778 году, британская Ост-Индская компания решила выбить французов из Индии, захватив несколько анклавов французских владений на субконтиненте. Компания начала с захвата Пудучерри и других французских форпостов. Затем они захватили французский порт Маэ на побережье Малабар в 1779 году. Маэ имел большое стратегическое значение для Хайдера, который получал французское оружие и боеприпасы через порт, и Хайдер Али даже предоставлял войска для его защиты. После этого Хайдер Али приступил к формированию союза против британцев, в который, помимо французов, он хотел включить маратхи и низама Хайдарабада.

## Ход войны

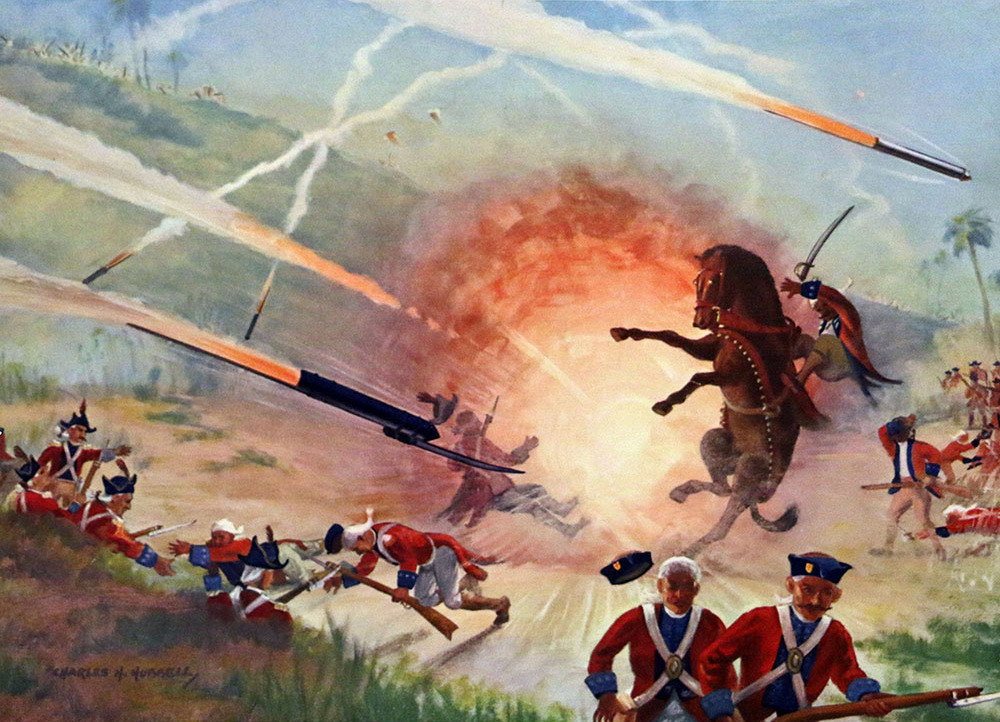
Майсурские ракеты в битве при Гунтуре (1780).

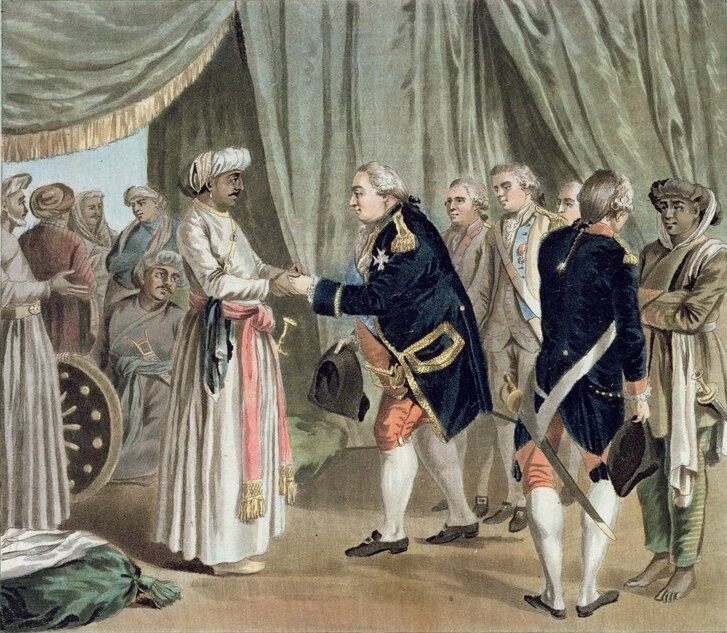
Адмирал Сюффрен на встрече с Хайдером Али в 1782 году.

В июле 1780 года Хайдер Али вторгся в Карнатик с армией в 80 тысяч человек, в основном состоящей из кавалерии. Он сошёл через Восточные Гхаты, сжигая деревни, прежде чем осадил британские форты в северной Карнатаке. 
Британцы решили сконцентрировать свои войска в Канчипураме, и 29 августа там высадился сэр Гектор Манро с 5209 солдатами, из которых 838 были европейцами. Также британцы послали в Канчипурам полковника Уильяма Бейли с отрядом в 3820 солдат. 4 сентября он находился всего в 14 милях от места, где базировался отряд Манро. Как только Хайдер Али услышал о движении полковника Бейли, он послал из своего лагеря у Аркота часть войск (11 000 человек) под командованием своего старшего сына Типу Султана на перехват британского отряда. 6 сентября Типу окружил в Поллилуре отряд Бейли, но не смог его уничтожить и послал отцу просьбу о подкреплении. В результате утром 10 сентября Бейли оказался окруженным всей армией Хайдера Али и Типу. Залп майсурских ракет уничтожил боеприпасы британцев и заставил бежать сипаев, а затем кавалерия Типу удачно атаковала и заставила Бейли сдаться. Из британского подразделения в 3820 солдат 336 были убиты. Поражение стало наиболее сокрушительным для Ост-Индской компании в этой войне. Манро отреагировал на это поражение, отступив в Мадрас, бросив обоз и пушки в водоём возле города.
Вместо того, чтобы преследовать британцев до победного конца и захватить Мадрас, Хайдер Али решил вновь осадить Аркот. Это ошибочное решение дало британцам время, чтобы укрепить свою оборону на юге и отправить подкрепление под командованием генерала сэра Эра Кута в Мадрас. Кут, тщательно подготовившись, 1 июля разбил Хайдера Али в сражении при Порто-Ново, затем 20 июля снял осаду с Вандиваша и с армией в 12 000 человек 12 августа двинулся на Веллор, к этому времени осаждённый Типу Султаном. 27 августа он снова разбил Хайдера Али во втором сражении при Поллиуре.  
Лорд Макартни, губернатор Мадраса, летом 1781 года сообщил населению новость о начале войны с Голландской республикой. Макартни приказал захватить голландские форпосты в Индии. Британцам удалось захватить голландский основной форпост Нагапаттинам после трёх недель осады в ноябре 1781 года. 18 февраля 1782 года Типу Султан нанёс поражение полковнику Брейтуэйту возле Танджора, он захватил группу британцев в плен и изъял у них всё оружие. В декабре 1782 года Хайдер Али умер, командование войсками принял его старший сын Типу Султан.
20 июня 1783 года состоялось морское сражение между французской эскадрой адмирала Пьера-Андрэ де Сюффрена и английской эскадрой контр-адмирала Эдварда Хьюза в Бенгальском заливе, у Куддалора. Сражение стало последнем между этими двумя командирами и состоялось уже после заключения между Францией и Великобританией мира в Европе, но ещё до прихода известия об этом событии в Индию. Французская эскадра отогнала британскую эскадру и деблокировала осаждённый Куддалор.
Англичане захватили Мангалор в марте 1783 года, но Типу предпринял попытку контр-атаки, которая увенчалась успехом. В то же время войска из армии Стюарта были объединены с подразделениями полковника Фуллартона в регионе Танджор, где ему удалось захватить укреплённый форпост Майсура, но затем британцы были вынуждены отступить в Коимбатур, встретив ожесточённое сопротивление.

## Мангалорское соглашение
В 1784 году представители компании получили приказ из Лондона, в котором говорилось о необходимости прекращения войны. После этого компания вступила в переговоры с Типу. В соответствии с предварительным соглашением о прекращении огня полковник Фуллартон отдал приказ отказаться от всех завоеваний компании. Однако, так как Типу Султан нарушил условия временного соглашения о прекращении огня, Фуллартон вновь занял Палаккад. 30 января гарнизон в Мангалоре сдался Типу после того, как половина личного состава погибла от голода и цинги.
Война закончилась 11 марта 1784 года подписанием Мангалорского соглашения, в котором обе стороны договорились о восстановлении довоенных границ. Соглашение является важным документом в истории Индии, так как это был последний раз, когда индийские власти диктовали условия британцам.

## Последствия
Всего было четыре англо-майсурские войны, которые в конечном итоге закончились победой Великобритании и установлением британской власти над южной частью Индии. В соответствии с условиями Мангалорского соглашения британцы не участвовали в конфликтах между княжеством Майсур и его соседями — государством маратхов и Хайдарабадом, которые начались в 1785 году.